# Micrurus tener
Micrurus tener – gatunek jadowitego węża z rodziny zdradnicowatych (Elapidae).
Systematyka Micrurus tener jest sporna, niektórzy autorzy sugerują, by uznać go za gatunek monotypowy, inni wyróżniają 5 podgatunków:
- Micrurus tener fitzingeri (Jan, 1858)
- Micrurus tener maculatus (Roze, 1967)
- Micrurus tener microgalbieneus (Brown & H.M. Smith, 1942)
- Micrurus tener tamaulipensis Lavin-Murcio & Dixon, 2004
- Micrurus tener tener (Baird & Girard, 1853)

Osobniki tego gatunku zwykle są wielkości od 60 cm do 90 cm, maksymalnie mogą osiągać około 115 cm. Ubarwione są w żółte, czerwone i czarne pasy. Polują na gady, płazy, pisklęta i owady.
Występują w USA (w Teksasie, Luizjanie i Arkansas) oraz w Meksyku.
Wąż ten dysponuje bardzo silnym jadem o dużej zawartości neurotoksyn, które działają paraliżująco na układ nerwowy. Jednak wypadki pogryzienia przez te węże zdarzają się bardzo rzadko.